# لجندری پیکچرز
 لجندری پیکچرز  (به انگلیسی: Legendary Pictures) شرکت تهیه فیلم آمریکایست که در بربنک، کالیفرنیا قرار دارد. این شرکت در سال ۲۰۰۰ توسط توماس تول تأسیس شد و در سال ۲۰۰۵ طی قراردادی در تهیه و زمینه‌های مالی با برادران وارنر همکاری می‌کند. طی مذاکرات موفقیت آمیزی با یونیورسال استودیوز در سال ۲۰۱۳ قرار شد بعد از اتمام این قرارداد در سال ۲۰۱۴، قرارداد مشابهی با یونیورسال استودیوز منعقد شود.

## بخش‌ها
لجندری پیکچرز شامل پخش‌هایی است که البته به تازگی تأسیس شده‌اند و سابقه چندانی ندارند.

### واحد دیجیتال
در سال ۲۰۰۹ خبر ایجاد بخش دیجیتال به شکل رسمی اعلام شد و مدیریت این بخش با کیثی ورابک است. قرار است بخش دیجیتال در عرصه بازی‌های رایانه‌ای فعالیت کند.

### لجندری کامیک
واحد کامیک این شرکت تحت مدیریت باب شرک در سال ۲۰۱۰ تأسیس شد.

### لجندری تلویژن
در سال ۲۰۱۱ خبر ایجاد بخش لجندری تلویژن به شکل رسمی اعلام شد. این بخش بر روی تهیه برنامه‌های تلویزیونی تمرکز خواهد داشت. در این زمینه قرارداد همکاری تجاری‌ای نیز با برادران وارنر امضاء شد. در سال ۲۰۱۲ شرکت تصمیم گرفت فعالیت در عرصه تلویزیونی را کمی به تاخیر انداخته و بخش را مجدداً طراحی کند. قراردادی که با برادران وارنر امضاء شده بود نیز فسخ شد. در سال ۲۰۱۳ لجندری پیکچرز رئیس سابق بخش تلویزیون برادران وارنر را برای مدیریت این بخش استخدام کرد.

### لجندری شرق
در ۲۰۱۱ خبر تأسیس لجندری شرق رسماً اعلام شد، شرکتی در هنگ کنگ که هدفش همکاری در تهیه فیلم با فیلمسازان چینی بود.

### بازاریابی
در ۲۰۱۳ لجندری پیکچرز شرکت Five33 را خریداری کرد. این شرکت در زمینه بازاریابی فیلم‌ها فعال بود که از این پس مسئول بازاریابی فیلم‌های لجندری پیکچرز خواهد بود.

## فیلم‌ها
لجندری پیکچرز در کارنامه خود فیلم‌های مشهوری دارد. از فیلم‌های مشهور لجندری می‌توان به موارد زیر اشاره نمود:
- بتمن آغاز می‌کند (۲۰۰۵)
- بازگشت سوپرمن (۲۰۰۶)
- شوالیه تاریکی (۲۰۰۸)
- نگهبانان (۲۰۰۹)
- خماری (۲۰۰۹)
- تلقین (۲۰۱۰)
- خماری: قسمت دوم
- شوالیه تاریکی برمی‌خیزد (۲۰۱۲)
- مرد پولادین (۲۰۱۳)
- خماری: قسمت سوم

## پیوند
- وب‌گاه رسمی
- لجندری پیکچرز در بانک اطلاعات اینترنتی فیلم‌ها